# Palaeoakentrobuthus knodeli
Palaeoakentrobuthus
Genre
Espèce
Palaeoakentrobuthus knodeli, unique représentant du genre fossile Palaeoakentrobuthus, est une espèce fossile de scorpions de la famille des Buthidae.

## Distribution
Cette espèce a été découverte dans de l'ambre de la Baltique. Elle date du Paléogène,,.

## Description
Le mâle subadulte holotype mesure 7 mm.

## Étymologie
Cette espèce est nommée en l'honneur de Herbert Knodel.

### Publication originale
- [2000] (en) W. R. Lourenço et W. Weitschat, « New fossil scorpions from the Baltic amber – implications for Cenozoic biodiversity », Mitteilungen aus dem Geologisch-Paläontologischen Institut der Universität Hamburg, vol. 84,‎ 2000, p. 247–260.